# Иванов, Пётр Игнатьевич
Пётр Игнатьевич Ивано́в (1904—1945) — командир 34-го гвардейского кавалерийского полка 9-й гвардейской кавалерийской дивизии 4-го гвардейского кавалерийского корпуса 2-го Украинского фронта, гвардии майор.

## Биография
Родился 15 февраля 1904 года в городе Уфе (ныне столица Башкирии) в семье рабочего. Русский.
В Красной Армии в 1918—35 годах и с 1941 года. Участник Гражданской войны. В 1924 году окончил школу комсостава имени ВЦИК, в 1933 году — бронетанковые курсы усовершенствования командного состава в Ленинграде, в 1934 году — начальную школу и партшколу, а в 1936 году — школу преподавателей автодела в Москве.
Участник Великой Отечественной войны с июня 1941 года.
Командир 34-го гвардейского кавалерийского полка (9-я гвардейская кавалерийская дивизия, 4-й гвардейский кавалерийский корпус, 2-й Украинский фронт) гвардии майор Иванов П. И. 28 марта 1945 года при форсировании реки Нитра, южнее города Шурани (Чехия), несмотря на сильный артиллерийский огонь противника, сумел организовать переправу и захватить плацдарм на западном берегу. После чего он повёл свой полк в атаку на сильно укреплённый пункт Бано-Кеса. В результате Бано-Кеса был взят, а плацдарм расширен. В этом бою полк майора Иванова П. И. уничтожил до 340 гитлеровцев, 6 бронетранспортёров, захватил до 150 пленных.
9 апреля 1945 года полк наступал на главном направлении дивизии — на населённый пункт Ланжгот, что в 7 километрах юго-восточнее города Бржецлав. Гитлеровцы, засевшие в траншеях и домах, отчаянно сопротивлялись. Их сильный пулемётный огонь и танки препятствовали продвижению полка. Тогда гвардии майор Иванов П. И. вышел впереди боевых порядков и, воодушевляя своих бойцов, увлёк их в атаку. В этом бою комполка П. И. Иванов погиб. Похоронен в населённом пункте Кути, в 25 километрах севернее города Малацки (Чехия).
Указом Президиума Верховного Совета СССР от 15 мая 1946 года за умелое командование полком, образцовое выполнение боевых заданий командования и проявленные мужество и героизм гвардии майору Иванову Петру Игнатьевичу посмертно присвоено звание Героя Советского Союза.
Награждён орденом Ленина, орденом Красного Знамени.